# Сутура
Сутура (лат. sutura — шов) — глибинна коренева структура на місці замикання басейну океанічного типу. Зазвичай таку сутуру супроводжують вичавлені при її утворенні офіолітові алохтони (тобто древня кора океанічного типу, зазвичай у вигляді меланжу), деякі з них мають насув на десятки кілометрів. Офіоліти нерідко зазнали метаморфізм високого тиску — низької температури (глаукофанові сланці), що можуть змінитися на зеленосланцеві. Перші фази обдукції можуть передувати замиканню басейну. Сутури, як кореневі зони, виявляються по прив'язці офиолітів до контрастного з'єднання різнорідних тектонічних одиниць. Разом з офіолітами зустрічаються метаморфіти глаукофанової фації, еклогіти і бластомілоніти. Згодом при колізійних деформаціях, сутури бувають ускладнені шар'їруванням, зігнуті з утворенням сигмоид та інших горизонтальних складок, розірвані та зміщені молодшими січними зрушеннями та іншими розривами. Одним із прикладів може слугувати Киргизько-Терскейська офіолітова сутура Північного Тянь-Шаню, що утворилася в ранньому палеозої.
Сутури маркують зони колізії літосферних плит. Це круті зони, але нерідко мають помітний нахил. Сутури поділяють террейни, що різко відрізняються за структурою та історією розвитку. Ці відмінності можуть служити підставою для встановлення сутур навіть там, де відсутні виходи офіолітового меланжу і глаукофанових сланців. Ці утворення тут субдуцировані на недоступну спостереженню глибину. Прикінцеві рухи в зонах сутур орієнтовані в основному вертикально і нерідко мають зсувний характер; часто це пластичні (в'язкі) зрушення, підкреслювані смугами розвитку бластомілонітів. Офіолітові пластини можуть бути вичавлені з цих зон, вони можуть наповзати у вигляді трасту на суміжні континентальні блоки в один бік, як у зоні Індо-Цангпо в Гімалаях, або в обидві сторони, як у Севано-Зангезурській зоні на Малому Кавказі та на її західному продовженні в Анатолії.
У своїй історії сутури разом з террейнами що їх розмежовують можуть увійти до складу підмурівку платформ, перетворюючись з міжплітних під внутрішньоплітних структури, і в межах плит сховуються під осадовим чохлом. Найдревніші сутури мають пізньоархейський-ранньопротерозойський вік (Криворізько-Кременчуцький розлом Українського щита, Ботнічно-Ладозька зона розломів на Балтійському щиті між Свекофеннських і Карельським блоками; Станова зона на Алдано-Становому щиті тощо). До числа молодих сутур відносяться Південно-Ферганська зона на Тянь-Шані, Періадріатична зона в Альпах тощо.
Давні та поховані сутури утворюють ослаблені зони і вздовж них відбувається розрядка внутрішньоплитних напружень і дислокацій. Тому роль сутур при переміщеннях плит аж ніяк не є пасивною — саме по ним відбувається розкол плит з утворенням осей спредингу і трансформаційних розломів, які тим самим орієнтуються уздовж тих же напрямків і служать тими рейками, уздовж яких рухаються плити і їхні сегменти, розділені трансформними розломами.
У сутурних зонах континентів у зв'язку з присутністю гипербазитів і габро зустрічаються родовища хромітів, платини, азбесту тощо. В ослаблених зонах над сутурами у фундаменті древніх платформ, особливо на їх перетинах, розміщуються алмазоносні кімберлітові трубки.